# Cena in Emmaus (Rembrandt)
La Cena in Emmaus è un dipinto di Rembrandt, eseguito nel 1629. Considerato uno dei migliori lavori giovanili dell'artista,  si trova nel Museo Jacquemart-André di Parigi. Il dipinto è realizzato con la tecnica dell'olio su carta con supporto di legno.

## Storia e descrizione
Il dipinto fu eseguito da un giovane Rembrandt, che aveva però già raggiunto una buona maturità artistica. Raffigura un momento preciso del Vangelo di Luca in cui due discepoli di Gesù Cristo, subito dopo la sua risurrezione, riconoscono il Maestro nel loro commensale a Emmaus: 
((Vangelo di Luca, 24, 13 seg))
L'episodio evangelico era stato già più volte rappresentato nella pittura sacra, ma Rembrandt ne dà una versione nuova: Gesù infatti, benché posto in primo piano, è visibile solo come sagoma in ombra perché la luce, secondo l'artista, deve investire chi ha la capacità di riconoscere facendone quindi un illuminato.
Nel 2019 l'opera è stata esposta alla Pinacoteca di Brera, accanto alla Cena in Emmaus di Caravaggio.
Nel 2022 il dipinto è stato esposto a Torino ai Musei Reali accanto al Ritratto di vecchio dormiente, anch'essa opera giovanile di Rembrandt, e ad altre ventidue opere tra dipinti, disegni e acqueforti nello "Spazio scoperte" della Galleria Sabauda.
Nel 2025 l'opera è stata esposta nella chiesa di San Marcello al Corso a Roma in occasione del Giubileo nella mostra "Il cammino della speranza" dal 9 aprile al 2 giugno, assieme al dipinto più famoso dell'artista svizzero Eugène Burnand, I discepoli Pietro e Giovanni corrono insieme al sepolcro di Cristo il mattino della Resurrezione.